# Corista

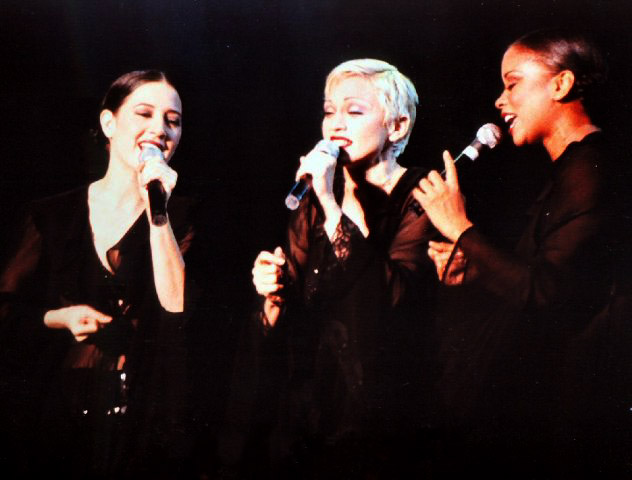
Las coristas de Madonna, Donna De Lory (derecha) y Niki Haris (izquierda).

Se llama corista al cantante que hace segunda voz, es decir, que provee armonía vocal a la melodía que canta el cantante principal. Este acto también es conocido como «hacer coros», hacer segunda voz o voz de apoyo.
En idioma español no existe un término unívoco para definir al cantante que hace segundas voces, ya que la palabra corista es polisémica; significa además: 
- ‘coreuta’, un cantante (hombre o mujer) en un coro conformado por varias personas;
- mujer que forma parte del grupo de bailarinas y cantantes que acompañan a una vedette en un espectáculo de revista.

También se puede utilizar:
- coros: se puede decir «hacer coros», o «hacerle los coros [al cantante]».
  - Por ejemplo: David Lebón (coros).
- cantante segundo (un tanto inusual).

En idioma inglés se le llama:
- backing singer (cantante de respaldo)
- backing vocalist (vocalista de respaldo)
- backup singer (cantante de respaldo), sobre todo en los EE. UU.
- background singer (cantante de fondo), sobre todo en los EE. UU.

En algunos casos, el cantante segundo puede cantar solo (como una introducción a la entrada del vocalista principal), o hacer una contramelodía.
Mientras que algunas bandas utilizan cantantes cuyo único papel en el escenario es hacer los coros, es común que los cantantes de segunda voz cumplan otras funciones. En muchas bandas de rock y metal, los músicos que hacen coros también tocan instrumentos (tales como el bajo eléctrico, la guitarra rítmica, la batería o los teclados.
En grupos de música latina o afrocubana, el cantante que hace la segunda voz puede tocar instrumentos de percusión o un shaker mientras canta.
En algunas bandas de pop o de hip-hop y en los grupos de teatro musical, los cantantes que hacen segundas voces pueden estar obligados a ejecutar una rutina de baile elaboradamente coreografiada mientras cantan a través de micrófonos auriculares.

## Miembros de banda que hacen segundas voces
En la música popular moderna, uno de los ejemplos más reconocidos por sus armonías vocales fue el grupo The Beach Boys. En ocasiones los cinco miembros cantaban a la vez, tales como "In My Room" y "Surfer Girl". A veces Brian Wilson o Mike Love cantaban la primera voz y el resto cantaban las líneas melódicas que completaban la armonía. The Beatles también eran conocidos por su estilo de armonías vocales. Todos los miembros de los Beatles hicieron primera voz en alguna canción, con los demás acompañando en segundas voces. Se pueden encontrar ejemplos de armonías a tres voces realizadas por John Lennon, Paul McCartney y George Harrison en "Nowhere Man", "Because" y" This Boy ". El baterista Ringo Starr fue el que menos cantó en los álbumes del grupo, aunque se pueden escuchar sus segundas voces en canciones como "Hello, Goodbye" y "The Continuing Story of Bungalow Bill". También es destacable la armonía vocal que lograba el grupo Queen con Freddie Mercury de voz principal y los otros tres miembros en armonía.

## Cantantes que graban sus propias segundas voces
En el estudio de grabación, algunos cantantes graban sus propios coros mediante sobregrabación, debido a que el sonido de sus propias armonías es el que mejor se combina con el timbre de su voz.
Patrick Stump (de Fall Out Boy),
Ian Gillan (de Deep Purple) y
Brad Delp (de Boston).
Con la excepción de un par de canciones de cada álbum, Prince, Michael Jackson, David Bowie y Richard Marx hacían todas las segundas voces de sus canciones.
Robert Smith (de The Cure) y Daniel Johns (de Silverchair), no solo cantaban sus coros en el estudio, sino que tampoco contratan cantantes de coros para tocan en vivo.
Muchas bandas de metalcore y algunas de post-hardcore, tales como As I Lay Dying, Alexisonfire, Haste The Day y Silverstein cuentan con un cantante principal que canta y chilla, mientras el segundo cantante hace las armonías en los estribillos, para crear un contraste.
Cantantes de música pop y rhythm and blues, tales como Mariah Carey, Michael Jackson, Janet Jackson, Beyoncé Knowles, Brandy, Faith Evans, D'Angelo, Amerie y en algunas ocasiones Sting no solo grababan sus propias segundas voces sino que grababan sus propias segundas y terceras voces en varias pistas de grabación, e incluso inventaban armonías complejas.

## Carreras profesionales
El trabajo como cantante corista puede dar a un vocalista la formación en el escenario, y el entrenamiento vocal que necesitan para convertirse en cantante profesional.
Muchas estrellas de la canción aprendieron su oficio haciendo segundas voces:
- Christina Aguilera
- Mariah Carey
- Cher

- Phil Collins
- Sheryl Crow
- Ace Frehley (Guitarrista de Kiss)
- Lady Gaga
- Dave Grohl (Baterista de Nirvana)
- Whitney Houston
- Elton John
- Richard Marx
- Pink
- Henry Santos
- Gwen Stefani
- Philip Lawrence (Corista de Bruno Mars)
- Fabiana Cantilo (antes de su etapa solista, hacía los coros para Charly García y Fito Páez)

- Datos: Q798487
- Multimedia: Backing vocalists / Q798487